# Nicolas Palkine
 (mars 2015).
Nicolas Palkine (en russe : Николай Палкин) est une nouvelle de Léon Tolstoï parue en 1891.

## Historique
La nouvelle est écrite en 1887, et elle paraît pour la première fois à Genève, dans l'édition de M. Elpidine en 1891 ;  elle est traduite en français en 1901. Elle paraît pour la première fois en Russie en 1910 dans les Œuvres posthumes. Elle est absente de l'édition soviétique de 1958 en douze volumes.
Le récit de Léon Tolstoï s'inspire d'un fait réel. En effet celui-ci avait fait la connaissance d'un paysan nonagénaire qui avait servi pendant vingt-cinq ans sous Alexandre Ier et Nicolas Ier. Le titre Nicolas Palkine est le surnom donné au tsar Nicolas Ier en raison de son caractère autoritaire, palka signifie le bâton en russe.

## Résumé
Un vieux soldat sur son lit de mort se souvient des coups de bâtons infligés dans l'armée, et souhaite se repentir.

## Éditions françaises
La première édition parait en 1901 à Paris, avec une traduction de J.-Wladimir Bienstock, dans le recueil intitulé Les Rayons de l’aube. Dernières études philosophiques.